# Джердж Ярослав Михайлович
Яросла́в Миха́йлович Дже́рдж (17 січня 1977, смт Великі Бірки, Тернопільська область — 12 квітня 2022, біля м. Авдіївка, Донецька область, Україна) — український військовослужбовець Збройних сил України, учасник російсько-української війни.

## Життєпис
Ярослав Джердж народився 17 січня 1977 року в смт Великих Бірках, нині Великобірківської громади Тернопільського району Тернопільської области України.
Загинув 12 квітня 2022 року під час несення служби у зоні бойових дій біля м. Авдіївки на Донеччині. Похований 23 квітня 2022 року в родинному селищі.